# Conus julieandreae
Espèce
Statut de conservation UICN

 LC  : Préoccupation mineure
Conus julieandreae est une espèce de mollusques gastéropodes marins de la famille des Conidae.
Comme toutes les espèces du genre Conus, ces escargots sont prédateurs et venimeux. Ils sont capables de « piquer » les humains et doivent donc être manipulés avec précaution, voire pas du tout.

## Distribution
Cette espèce marine est présente dans la mer des Caraïbes au large de Belize, Honduras et Colombie.

### Niveau de risque d’extinction de l’espèce
Selon l'analyse de l'UICN réalisée en 2011 pour la définition du niveau de risque d'extinction, cette espèce s'étend du sud du Belize à Santa Marta, en Colombie. Il n'y a pas de menaces pour cette espèce. Cette espèce est classée dans la catégorie " préoccupation mineure ".

## Taxonomie

### Publication originale
L'espèce Conus julieandreae a été décrite pour la première fois en 1995 par le malacologiste américain William P. Cargile dans la publication intitulée « La Conchiglia »,.

### Synonymes
- Conus (Stephanoconus) julieandreae Cargile, 1995 · appellation alternative
- Protoconus julieandreae (Cargile, 1995) · non accepté
- Tenorioconus julieandreae (Cargile, 1995) · non accepté